# ST-506
ST-506/412 je diskové rozhraní, které vyvinula firma Seagate Technologies kolem roku 1980. Rozhraní se původně objevilo s jednotkou Seagate ST-506, která měla kapacitu 5 MB (formátováno) nebo 6 MB (neformátováno) a jednalo se o jednotku s plnou výškou, 5 ¼ palce. V roce 1981 uvedla firma Seagate jednotku ST-412, která doplnila do rozhraní funkci buffered seek – vyhledávání s vyrovnávací pamětí. Zformátovaná jednotka měla kapacitu 10 MB, (12 MB nezformátovaná). Vedle Seagate-412 používala firma IBM v XT disk Miniscribe 1012 a International Memories Inc. Model 512.
Většina výrobců disku pro PC přijala standard ST-506/412, takže se toto rozhraní stalo velmi populární. Jedním důležitým rysem je návrh rozhraní Plug'n'Play. Pro tyto jednotky není třeba žádný kabel nebo speciální úpravy, což znamená, že s řadičem ST-506/412 bude pracovat prakticky každý disk ST-506/412. Jediným problémem reálné kompatibility s tímto rozhraním je úroveň podpory BIOS poskytovaná počítačem.
Když firma IBM uvedla v roce 1983 PC, podpora ROM BIOS pro rozhraní pevných disků byla poskytována čipem BIOS na řadiči. Jako protiklad k tomu, co je nejvíce oblíbené, BIOS základní desky počítačů PC a XT neměl zahrnutu podporu pevného disku. Při uvedení počítače AT firma IBM umístila podporu rozhraní ST-506/412 do BIOSu základní desky a vyloučila ji z řadiče. Od tohoto rozhodnutí, každý počítač, který je kompatibilní s IBM AT (což je většina počítačů na trhu) má také v BIOSu základní desky rozšířenou verzi této podpory. Protože tato podpora byla zvláště u starších verzí BIOSu poněkud omezena, mnoho výrobců řadičů disků umístilo přímo do řadičů další podporu BIOSu.
Rozhraní ST-506/412 je v dnešní době zastaralé a překonané. Toto rozhraní bylo navrženo pro 5MB disky.